# 岛上圣弥额尔堂
岛上圣弥额尔堂（San Michele in Isola）是一座罗马天主教教堂，位于意大利北部威尼斯的圣米凯莱岛，该岛曾是城市墓地的所在地。它从1469年开始重建，供奉在审判日把握尺度，死去信徒的合适守护者圣弥额尔。

第一座教堂是由建筑师Mauro Codussi设计，岛上的嘉默道修会在1469年委托重建一座老教堂。教堂完全使用盐白色伊斯特拉石建造，呈淡灰色。圣弥额尔堂是威尼斯的第一座文艺复兴建筑，立面已经显示了莱昂·巴蒂斯塔·阿尔伯蒂的影响。方石立面的整齐的石工，是一个不同寻常的特征，R.利伯曼在也只能在皮恩扎贝尔纳多·罗塞利诺的皮克罗米尼宫找到一个早期的平行线，也是在1460年代，而且也是受到阿尔伯蒂的影响。这个设计在威尼斯很有影响力。
内部有一个中殿和两个走道，饰有珍贵的装饰品。

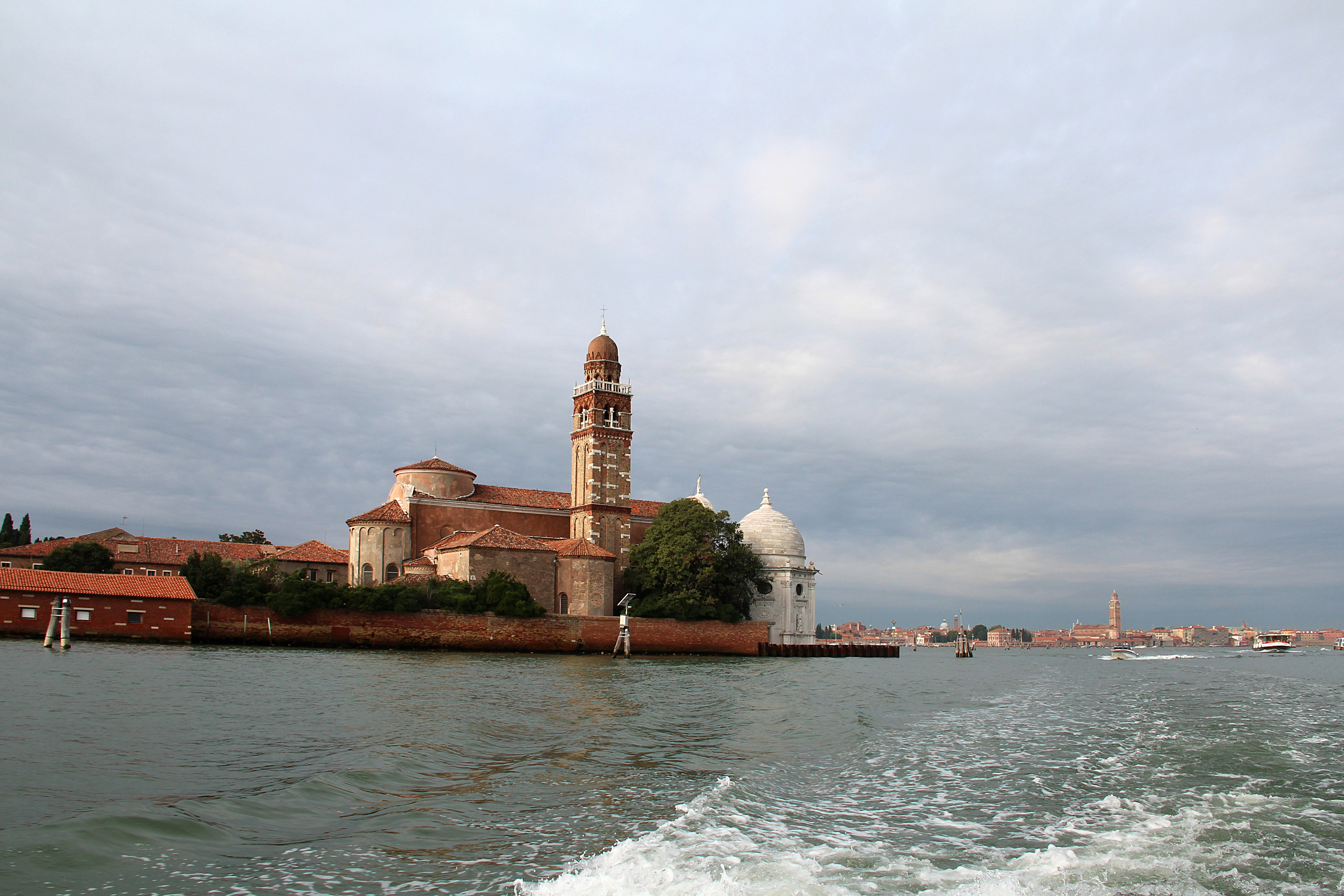
從威尼斯潟湖看伊索拉教堂的聖米歇爾鐘樓和北側

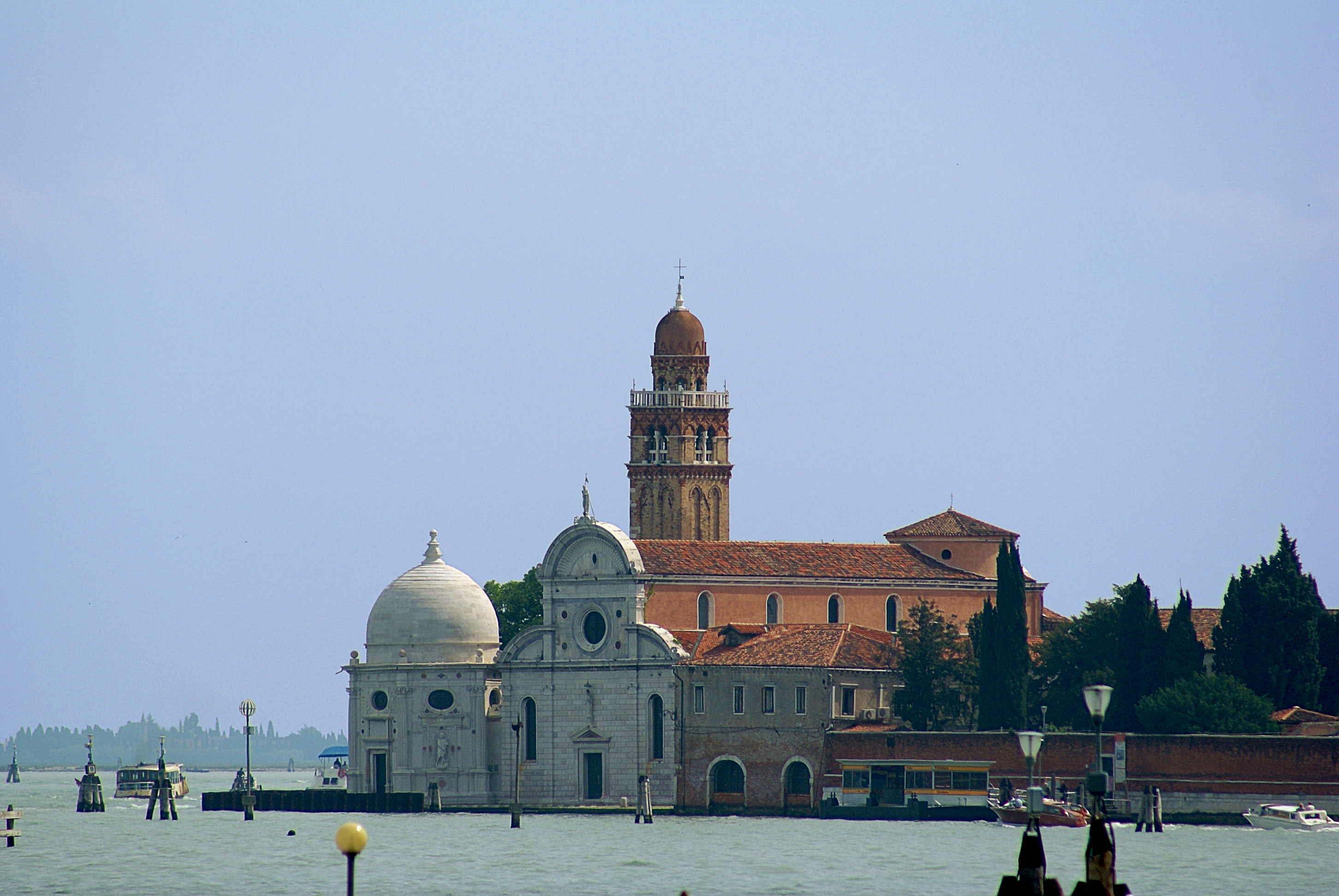

主立面的旁边是Emiliani小堂（1530）。另一边是15世纪的修道院，通过它可以到达公墓。